# Arabis erubescens
Arabis erubescens är en korsblommig växtart som beskrevs av John Ball. Arabis erubescens ingår i släktet travar, och familjen korsblommiga växter. Inga underarter finns listade i Catalogue of Life.